# Sankt Lorenzen im Mürztal
Sankt Lorenzen im Mürztal osztrák mezőváros Stájerország Bruck-mürzzuschlagi járásában. 2017 januárjában 3607 lakosa volt.

## Elhelyezkedése

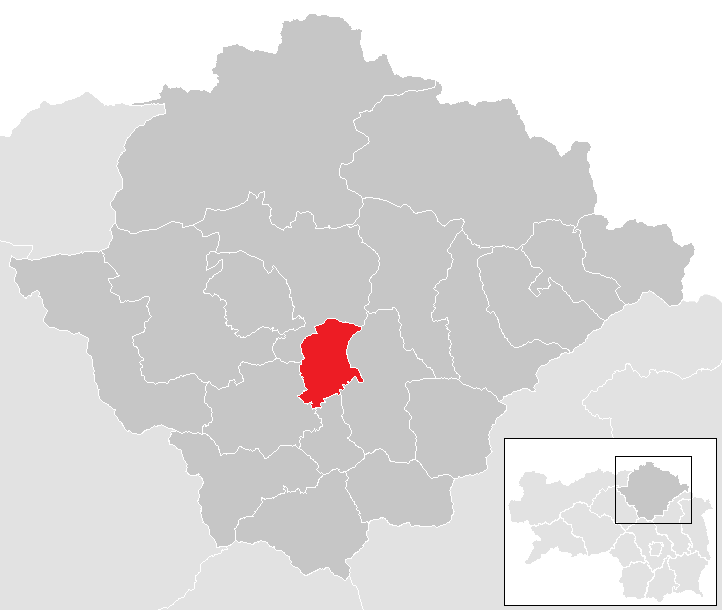
Sankt Lorenzen im Mürztal a Bruck-mürzzuschlagi járásban

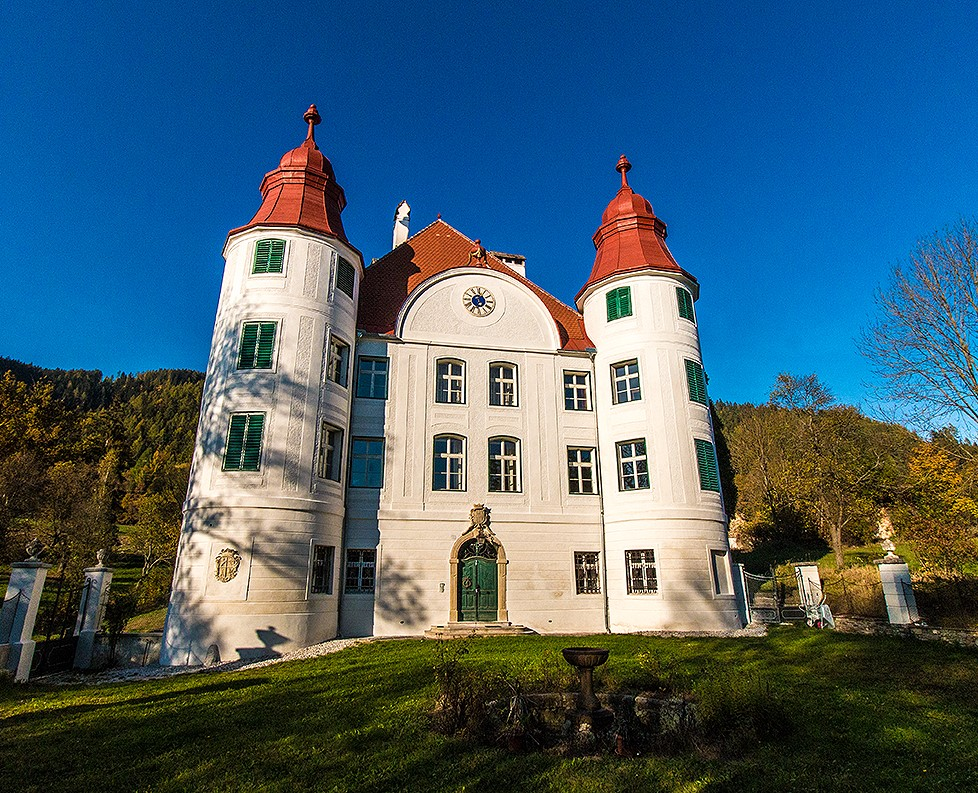
A Nechelheim-kastély

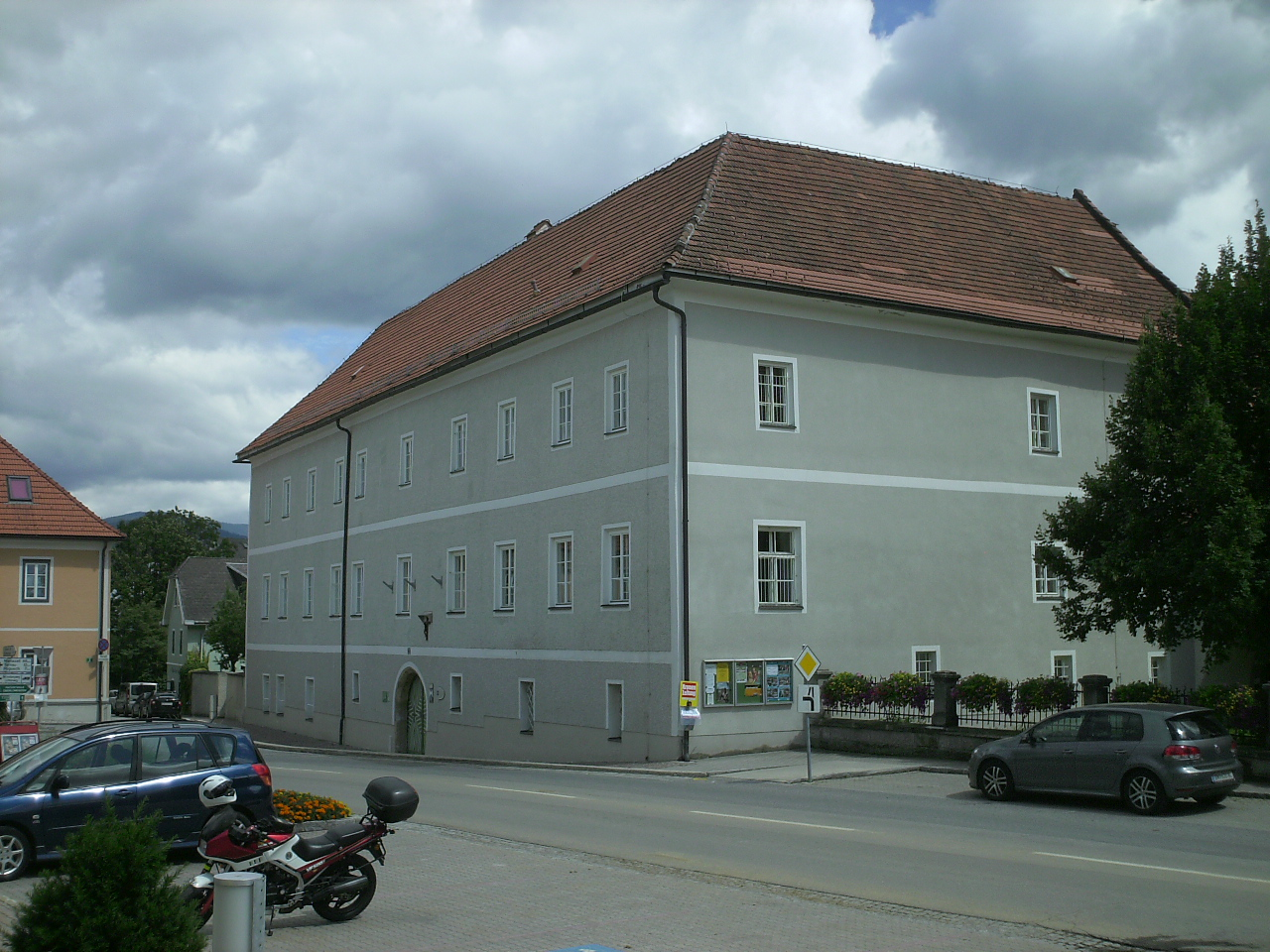
A katolikus plébánia

Sankt Lorenzen im Mürztal Felső-Stájerország keleti részén fekszik, a Mürz (a Mura mellékfolyója) völgyének északi oldalán. Legmagasabb pontja az 1366 méteres Töllmarkogel. Az önkormányzat 10 települést egyesít: Alt-Hadersdorf (77 lakos), Fuscht (5), Gassing (581), Lesing (133), Mödersdorf (160), Mürzgraben (130), Nechelheim (3), Pogusch (45), Sankt Lorenzen im Mürztal (2456), Scheuchenegg (17).
A környező önkormányzatok: északra Turnau, keletre Kindberg, délre Sankt Marein im Mürztal, délnyugatra Kapfenberg.

## Története
Sankt Lorenzent először 860-ban említik az írásos forrásokban.
A település az 1921. május 8-i ún. "lorenzeni ablakincidenssel" vált ismertté az osztrák politikában, amikor szociáldemokrata érzelmű munkások kidobták a keresztényszocialista gyűlésre érkező tartományi kormányzót az ablakon. A menekülő politikust üldözői megpróbálták belefojtani a Nechelheim-kastély kerti tavába, de egy járókelő ezt megakadályozta.
1929. augusztus 18-án két paramilitáris csoport, a republikánus Schutzbund és a jobboldali Heimwehr felvonulása találkozott össze és az ezt követő utcai verekedésnek három halálos áldozata és 55 sérültje volt. Az eset hozzájárult Ernst Streeruwitz miniszterelnök lemondásához. 

## Lakosság
A Sankt Lorenzen im Mürztal-i önkormányzat területén 2017 januárjában 3607 fő élt. A lakosságszám 1934 óta gyarapodó tendenciát mutat. 2015-ben a helybeliek 95,2%-a volt osztrák állampolgár; a külföldiek közül 0,5% a régi (2004 előtti), 3,1% az új EU-tagállamokból érkezett. 2001-ben a lakosok 78,9%-a római katolikusnak, 4,5% evangélikusnak, 14,7% pedig felekezet nélkülinek vallotta magát. Ugyanekkor 11 magyar élt a mezővárosban.

## Látnivalók
- a Nechelheim-kastély helyén már 1188-ban is vár állott. 1789-ben akkori tulajdonosa, Franz Xaver von Fraydenegg-Monzello kastéllyá alakíttatta át.
- a Szt. Lőrinc-plébániatemplom első említése 925-ből való.
- a Spiegelfeld-kastély mai formáját 1600 körül, egy korábbi vár átépítése során nyerte el.

## Fordítás
- Ez a szócikk részben vagy egészben  a   Sankt Lorenzen im Mürztal című német Wikipédia-szócikk ezen változatának fordításán alapul.  Az eredeti cikk szerkesztőit annak laptörténete sorolja fel. Ez a jelzés csupán a megfogalmazás eredetét és a szerzői jogokat jelzi, nem szolgál a cikkben szereplő információk forrásmegjelöléseként.